# Temperatura de Néel
La temperatura de Néel és la temperatura per sobre de la qual desapareix l'efecte antiferromagnetisme en els materials, passant aquests a comportar-se com materials paramagnètics. És una propietat específica de cada material.
La temperatura de Néel és anàloga a la temperatura de Curie dels materials ferromagnètics. Rep aquest nom en honor de Louis Eugène Félix Néel (1904-2000), qui el 1970 va rebre el Premi Nobel de Física pels seus treballs sobre el ferromagnetisme, premi compartit amb l'astrònom Hannes Olof Gösta Alfvén, el qual va ser guardonat pels seus treballs relacionats amb el plasma.
Llista de la temperatura de Néel en diferents materials:
| substància | Temperatura de Néel, en kèlvins |
| ---------- | ------------------------------- |
| MnO        | 116                             |
| MnS        | 160                             |
| MnTe       | 307                             |
| MnF₂       | 67                              |
| FeF₂       | 79                              |
| FeCl₂      | 24                              |
| FeI₂       | 9                               |
| FeO        | 198                             |
| FeOCl      | 80                              |
| CoCl₂      | 25                              |
| CoI₂       | 12                              |
| CoO        | 291                             |
| NiCl₂      | 50                              |
| NiI₂       | 75                              |
| NiO        | 525                             |
| Cr         | 308                             |